# 短唇鸟巢兰
短唇鸟巢兰（学名：Neottia brevilabris），为兰科鸟巢兰属下的一个种。

## 扩展阅读
維基物種上的相關：短唇鸟巢兰